# Balaena mysticetus
La ballena de Groenlandia, también conocida como ballena boreal o ballena cabeza de arco (Balaena mysticetus), es una especie de cetáceo misticeto de la familia Balaenidae. Es la única especie viviente de su género. Posee un cuerpo robusto, sin la presencia de aleta dorsal (características propias de la familia). Puede crecer hasta 18 metros de longitud, con un peso máximo de 100 toneladas. Habita en las aguas árticas y subárticas, a diferencia de otras ballenas que migran para alimentarse o reproducirse. Posee una enorme boca con multitud de barbas (hasta 600 o más que pueden medir unos 3 m de largo cada una).
A consecuencia de la caza de ballenas, su población fue severamente reducida antes de la moratoria de 1966. La población actual está estimada en más de 
24.900 ballenas, frente a las 50.000 estimadas antes de la caza industrial.

## Descripción

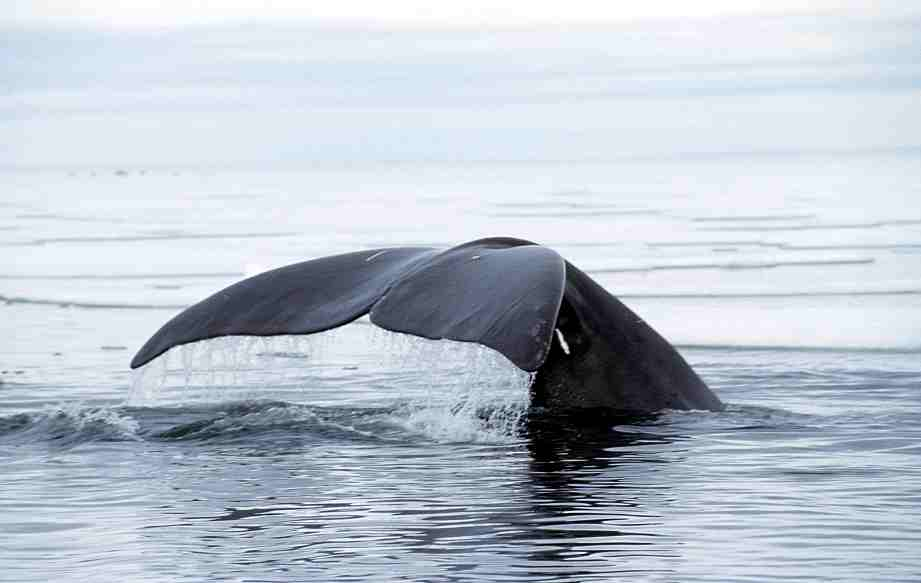
Cola de una Balaena mysticetus.

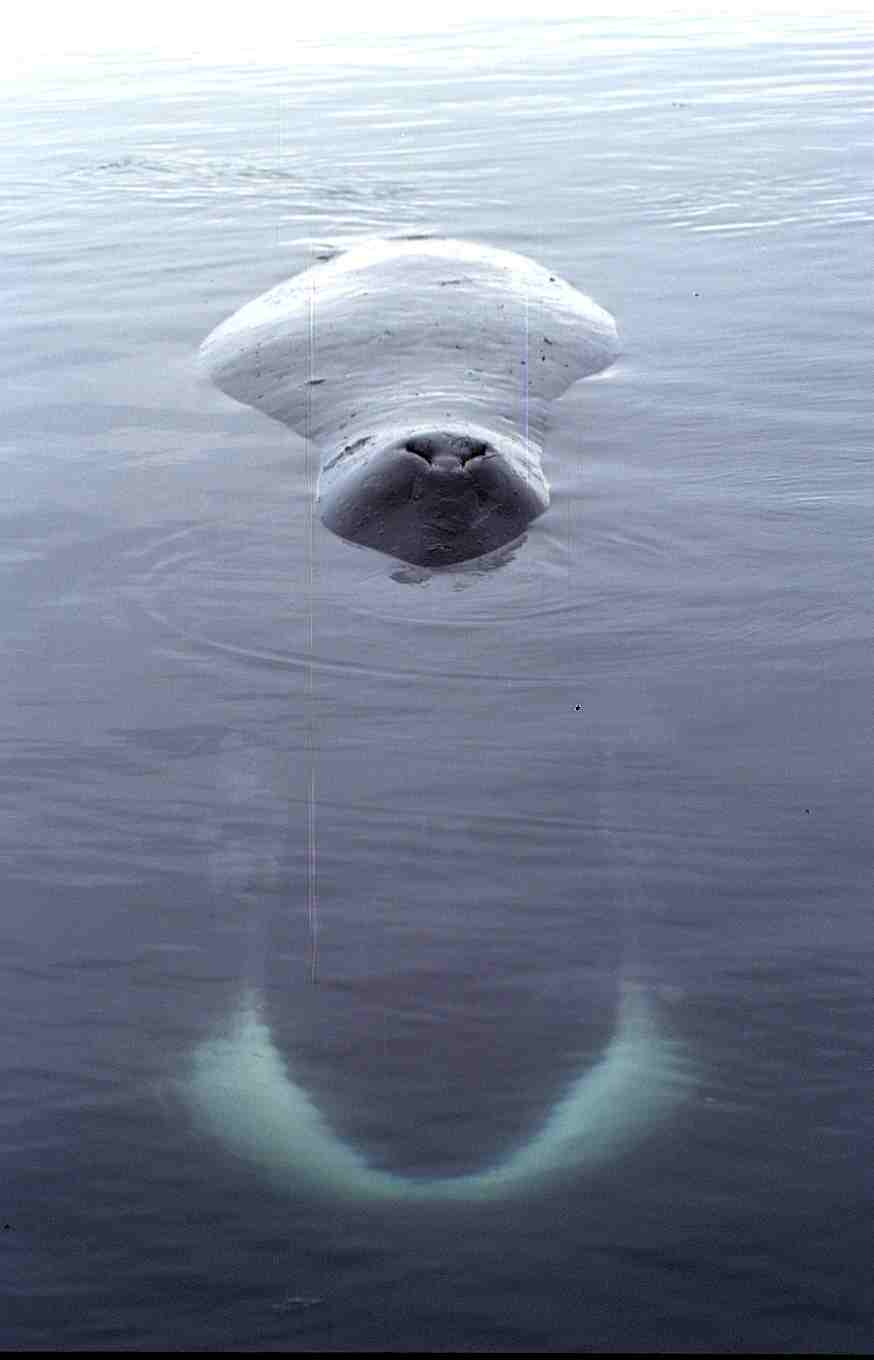
Descansando sobre la superficie del agua en cuenca foxe.

Las ballenas adultas alcanzan una longitud de 14 a 18 m y un peso de 55 a 100 toneladas. La cabeza ocupa por lo general un tercio de la longitud total del cuerpo, que es liso y redondeado, sin aletas, corcovas, crestas o excrecencias. Son de color negro oscuro, gris o parduzco, con manchas irregulares de color blanco en la mandíbula inferior y a veces en torno a la base de la cola. El surtidor en forma de V (el chorro de aire y agua lanzado desde su espiráculo doble) alcanza unos 7 m de altura. Las ballenas de Groenlandia están muy bien protegidas contra el frío, los adultos tiene una capa de grasa de más de 70 cm de espesor, lo que les permite sobrevivir en las aguas del Ártico.

## Distribución
Las ballenas de Groenlandia son las únicas ballenas que pasan sus vidas enteras en las aguas árticas. Vive en la región circumpolar del norte, a menudo en aguas poco profundas. Sus migraciones son cortas, y se realizan en sentido contrario a la formación y el movimiento del hielo: al norte en verano, al sur en invierno. En el Atlántico habita desde el mar de Groenlandia hasta el norte de la bahía de Hudson. En el Pacífico, vive junto a las costas de Alaska y de Rusia, en los mares de Bering y Chukchi, hasta el mar de Beaufort.

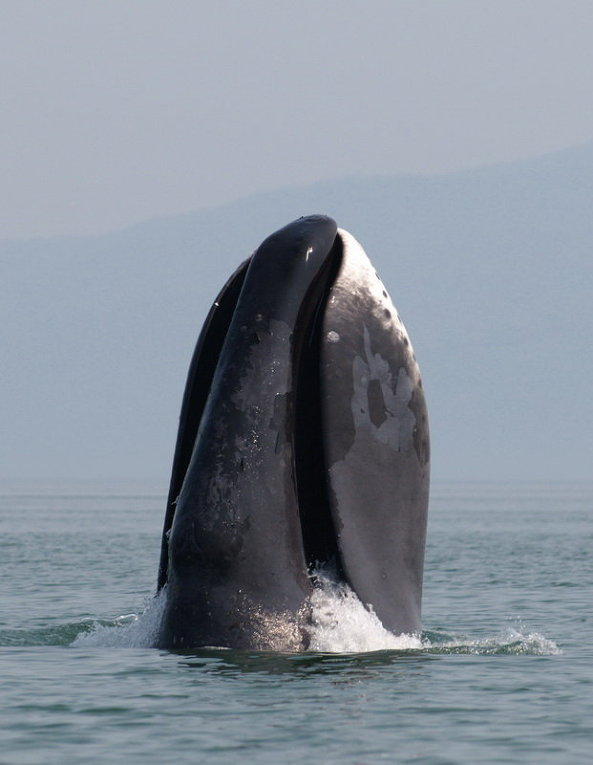
Ballena en el mar de Ojotsk.

## Alimentación
Suelen nadar lentamente en la superficie con la boca abiertas para filtrar el kril con los filamentos de sus barbas. También se sirven de otros dos métodos para capturar crustáceos del fondo marino: la alimentación en columna, que consiste en zambullirse a una gran profundidad y luego ascender a la superficie en el mismo lugar; y el rastreo del fango, para lo que nadan por aguas poco profundas, mientras remueven el fondo fangoso con sus pesadas colas.

## Fisiología
Esta ballena debido a que se encuentra en un ambiente adverso presenta extensas adaptaciones.
No presentan aleta dorsal y pequeñas aletas pectorales, se cree que esto se debe a que viven en aguas con hielo. 
Son nadadoras lentas para evitar sobrecalentarse. 

### Termorregulación
Son animales endotérmicos, donde su temperatura corporal esta por los 36 a 37.oC. 
Presentan costillas reducidas para disminuir la superficie expuesta en el ambiente, ayudando a la conservación de calor. 
El sistema circulatorio se ajusta para la conservación o la disipación del calor para mantener la temperatura del cuerpo, siendo un caso cuando exponen su cavidad oral al ambiente perdiendo calor. 

### Contracorriente
Es una red de venas y arterias que permiten mantener caliente a la ballena. Esto es logrado por un sistema de intercambio por contracorriente, lo que significa que la sangre que viene de las extremidades (las cuales están frías) al corazón corren enseguida de las que van saliendo del corazón yendo a las extremidades, permitiendo que el calor de la sangre que va saliendo del corazón fluya de las arterias a las venas (sangre fría) y la calienta.

### Blubber
Es una capa de grasa que puede llegar a medir 50 cm, en algunos individuos se ha observado que puede llegar a medir 70 cm. Los recién nacidos tiene una cantidad limitada de grasa.  
Esta capa sirve como un aislante, y como energía de reserva cuando el alimento no es suficiente para mantener su metabolismo.

### Músculo
Tienen alto contenido de mioglobina, pigmento que almacena oxígeno para buceos profundos.

### Olfato
La ballenas boreales poseen la estructura completa del sistema olfatorio y sus neuronas poseen los genes necesarios. Tienen un sistema olfativo funcional, que incluye bulbos olfatorios, nervio craneal I y genes de receptores olfatorios. Los receptores olfativos permiten el olfato dentro de la región nasal de las ballenas barbadas, lo que les permite detectar olores deseables, como presas y posibles parejas de apareamiento.

## Reproducción y esperanza de vida

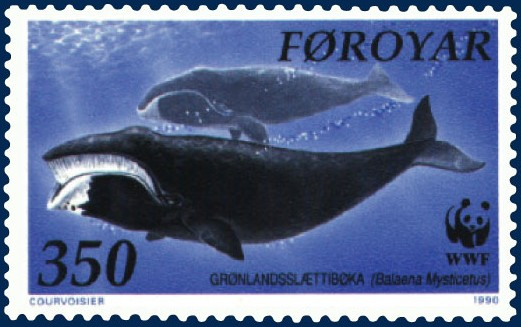
Ballena de Groenlandia.

Las hembras dan a luz a una sola cría. Paren cerca de la región circumpolar ártica entre marzo y agosto. Los recién nacidos miden de 4 a 5 m y son amamantados durante cerca de un año, hasta que están lo suficientemente desarrollados como para alimentarse por sí mismos.
La cría se ha observado de marzo a agosto; la concepción se cree que ocurre sobre todo en marzo. La reproducción puede comenzar cuando una ballena tiene de 10 a 15 años. Las hembras tienen una cría cada 3 a 4 años, después de un embarazo de 13 a 14 meses. La cría recién nacida mide cerca de 4.5 m de largo y pesa aproximadamente 1000 kilogramos, creciendo hasta 9 m por su primer cumpleaños. 
La esperanza de vida de una ballena de Groenlandia se creía que era de 60 a 70 años, de forma similar a otras ballenas. Sin embargo, los descubrimientos de antiguas puntas de arpones de marfil en ballenas vivas en 1993, 1995 y 1999 han desencadenado investigaciones adicionales basadas en las estructuras del ojo de las ballenas, llegando a la conclusión fiable de que por lo menos algunos individuos han vivido 150-200 años , lo que les convertiría en los vertebrados más longevos detrás del tiburón de Groenlandia, cuyo individuo más viejo alcanzó los 512 años de edad (otro informe afirma que una hembra de 90 años supuestamente seguía siendo reproductiva). Debido a su posible longevidad, se cree que las ballenas hembra de Groenlandia pueden tener menopausia. Las observaciones de animales muy grandes sin crías apoyan esta hipótesis.

## Comportamiento
Durante las migraciones en primavera y otoño las ballenas de Groenlandia forman grupos de hasta 14 animales, que nadan en una formación en V.

## Relación con el hombre
La caza de la ballena de Groenlandia está prohibida por ley internacional. La caza abusiva, sobre todo en el siglo XIX, mermó de manera drástica las poblaciones de estos cetáceos. Desde que se declaró especie protegida, sus poblaciones se han incrementado un poco, al ritmo de un 3% al año. Algunos factores medioambientales, como los cambios climáticos y la contaminación del agua, amenazan en la actualidad a esta especie. Las actividades humanas (desde la caza no comercial practicada por los indígenas para alimentarse y preservar sus tradiciones, hasta las explotaciones marinas de petróleo y gas) siguen planteando desafíos a la supervivencia de estas ballenas.

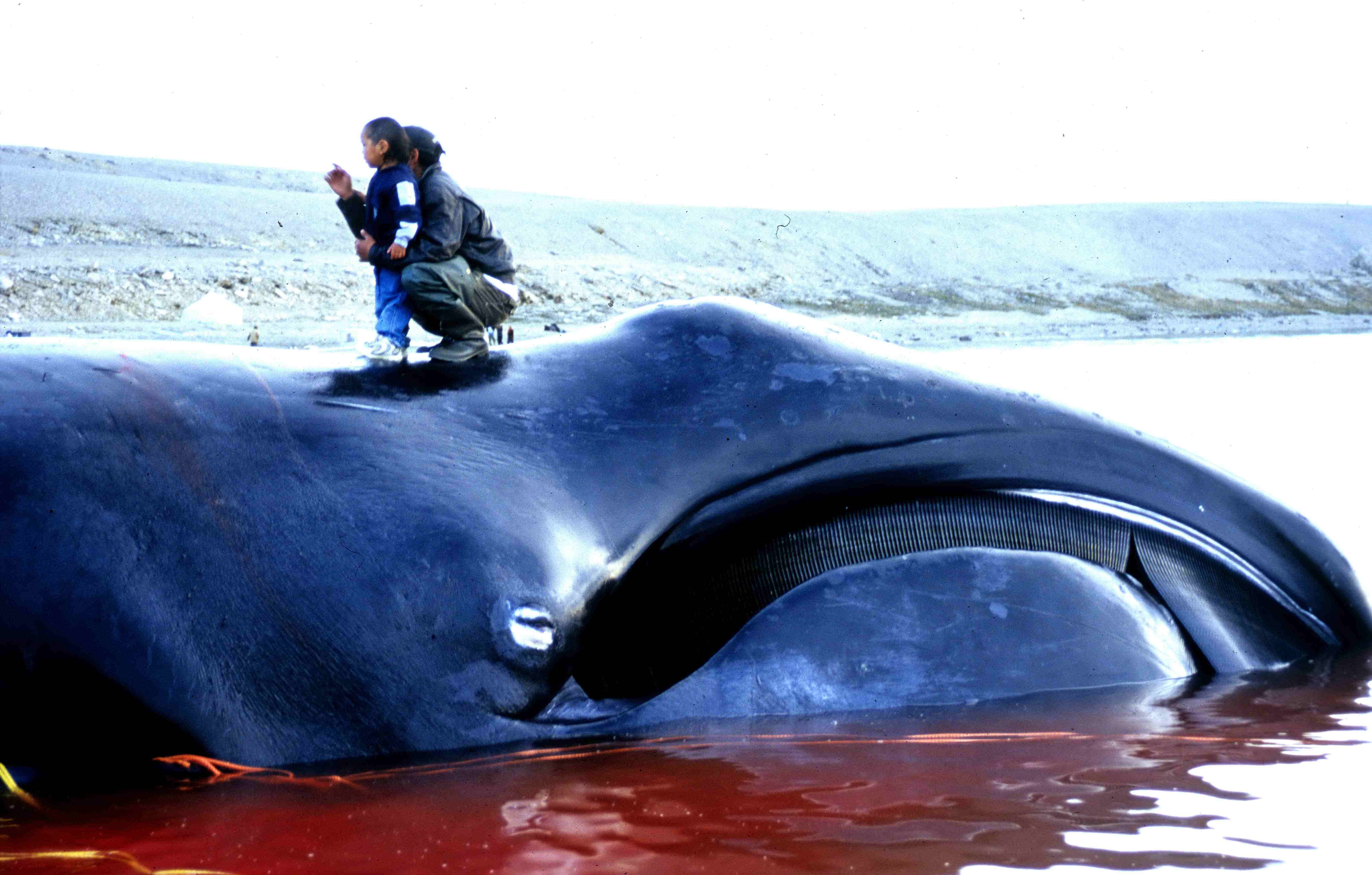
Mujer y niño inuit de pie en la cabeza de la ballena después de una caza de subsistencia en 2002.